# Samar Hadrous
Samar Hadrous, född 1 oktober 1978, är en svensk-libanesisk journalist.

## Biografi

### Uppväxt

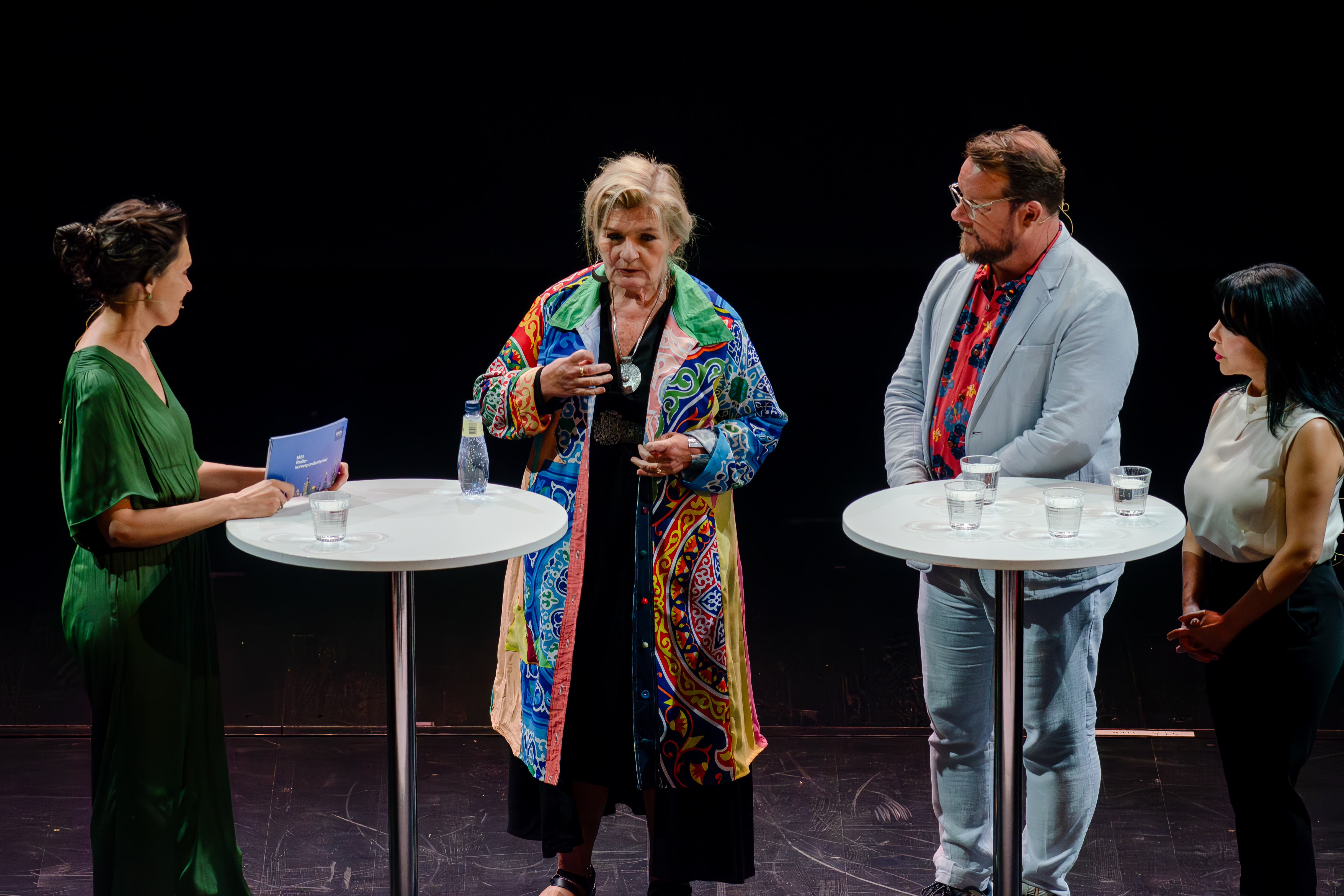
Sommarström på Kulturhuset Stadsteatern i Stockholm 2024. Till vänster om Hadrous står utrikeskorrespondenterna Cecilia Uddén och Johan Mathias Sommarström.

Hadrous föddes i Libanon, hon har även palestinsk bakgrund. 1988 flydde hon tillsammans med sin familj från inbördeskriget i Libanon. Familjen bodde sedan i Jemen, Syrien och Libyen, innan hon som tioåring kom till Sverige och bosatte sig i Västervik. Hon studerade matematik vid Lunds universitet, och fysik vid Stockholms universitet.

### Karriär
Hon fick en tid senare en identitetskris och tog en time-out och flyttade utomlands. Hon jobbade med försäljning i Kuwait och Bahrain. Senare fick hon arbete på ett mediebolag där hon först fick jobba med administration, och sedan fick börja testa på reporteryrket. Hadrous jobbade 2005–2007 som korrespondent på Al Jazeera Children’s Channel (numera Jeem TV), samt på MBC (Middle East Broadcasting Centre) i Manama.
Hadrous flyttade sedan tillbaka till Sverige, och utbildade sig i film- och tv-produktion på Gamleby folkhögskola. Hon var delägare och reporter på Laika Film & Television som producerar dokumentärer, längre reportage och spelfilmer.
2012 blev hon anställd på Radio Sweden. 2013 började hon på Sveriges Radio. Hon var reporter, producent och programledare SR:s arabiskspråkiga kanal fram till 2021. Då började hon på Studio Ett. 2023 blev hon en av SR:s korrespondenter i Mellanöstern, med stationering i Istanbul.